# The Far Country (film 1916)
The Far Country è un cortometraggio muto del 1916 diretto da Frank Beal. Di genere drammatico, sceneggiato da William E. Wing e prodotto dalla Selig, il film aveva come interpreti Harry Mestayer, Will E. Sheerer, Baby Lillian Wade e Marion Warner.

## Trama
Dopo avere denunciato suo padre, David Bucklin cambia nome e città. Violinista esperto, trova lavoro nel teatro di vaudeville. Fa amicizia con la piccola Dorothy, la figlia di due attori della compagnia che, di conseguenza, prendono in simpatia quel povero giovanotto sfortunato. Dorothy, ammalata, potrebbe morire quando una lampada esplode provocando un incendio. Ma viene coraggiosamente salvata da David. Quando la ragazzina resta orfana, ad occuparsi di lei sarà proprio David che l'adotta e spende gran parte del suo magro stipendio per la sua educazione. Crescendo, frequenta un collegio femminile alla moda e, avendo ereditato il talento recitativo dei genitori, debutta come attrice, diventando ben presto la primadonna della compagnia. Intanto, però, David incontra sempre più difficoltà ad andare avanti. Povero e senza mezzi, perde il lavoro e arriva quasi alla fame. Però si vergogna di confessarlo alla sua pupilla, perché con lei ha sempre finto di essere ricco. Tornata da un tour di successo, viene accolta nella prestigiosa casa che crede di David. In realtà, l'uomo ha venduto il suo prezioso violino in cambio della casa, che però può occupare solo per un breve tempo. Dorothy però comincia a sospettare qualcosa e scopre che il suo patrigno muore di fame e che quella casa è solo un prestito a breve termine. Riuscendo a piegare la sua testardaggine e il suo orgoglio, la ragazza arriva a farsi confessare l'amore che lui prova per lei. Adesso i due, finalmente insieme, possono raggiungere la felicità.

## Produzione
Il film fu prodotto dalla Selig Polyscope Company.

## Distribuzione
Distribuito dalla General Film Company, il film - un cortometraggio in una bobina - uscì nelle sale cinematografiche statunitensi il 21 agosto 1916.